# Voralpe
Voralpe är ett berg i Österrike.   Det ligger i distriktet Liezen och förbundslandet Steiermark, i den östra delen av landet, 130 km väster om huvudstaden Wien. Toppen på Voralpe är 1 028 meter över havet.
Terrängen runt Voralpe är kuperad västerut, men österut är den bergig. Runt Voralpe är det ganska glesbefolkat, med 26 invånare per kvadratkilometer.. Närmaste större samhälle är Landl, 9,3 km söder om Voralpe. 
I omgivningarna runt Voralpe växer i huvudsak blandskog.